# Suiești, Vâlcea
Suiești este un sat în comuna Stănești din județul Vâlcea, Oltenia, România.
Este locul de naștere al celui de al treilea patriarh al Bisericii Ortodoxe Române, Iustinian Marina.

## Personalități
- Justinian Marina (1901-1977), Patriarh al Bisericii Ortodoxe Române în perioada 1948-1977.

 Acest articol despre o localitate din județul Vâlcea este deocamdată un ciot. Puteți ajuta Wikipedia prin completarea lui.